# Maiden England World Tour

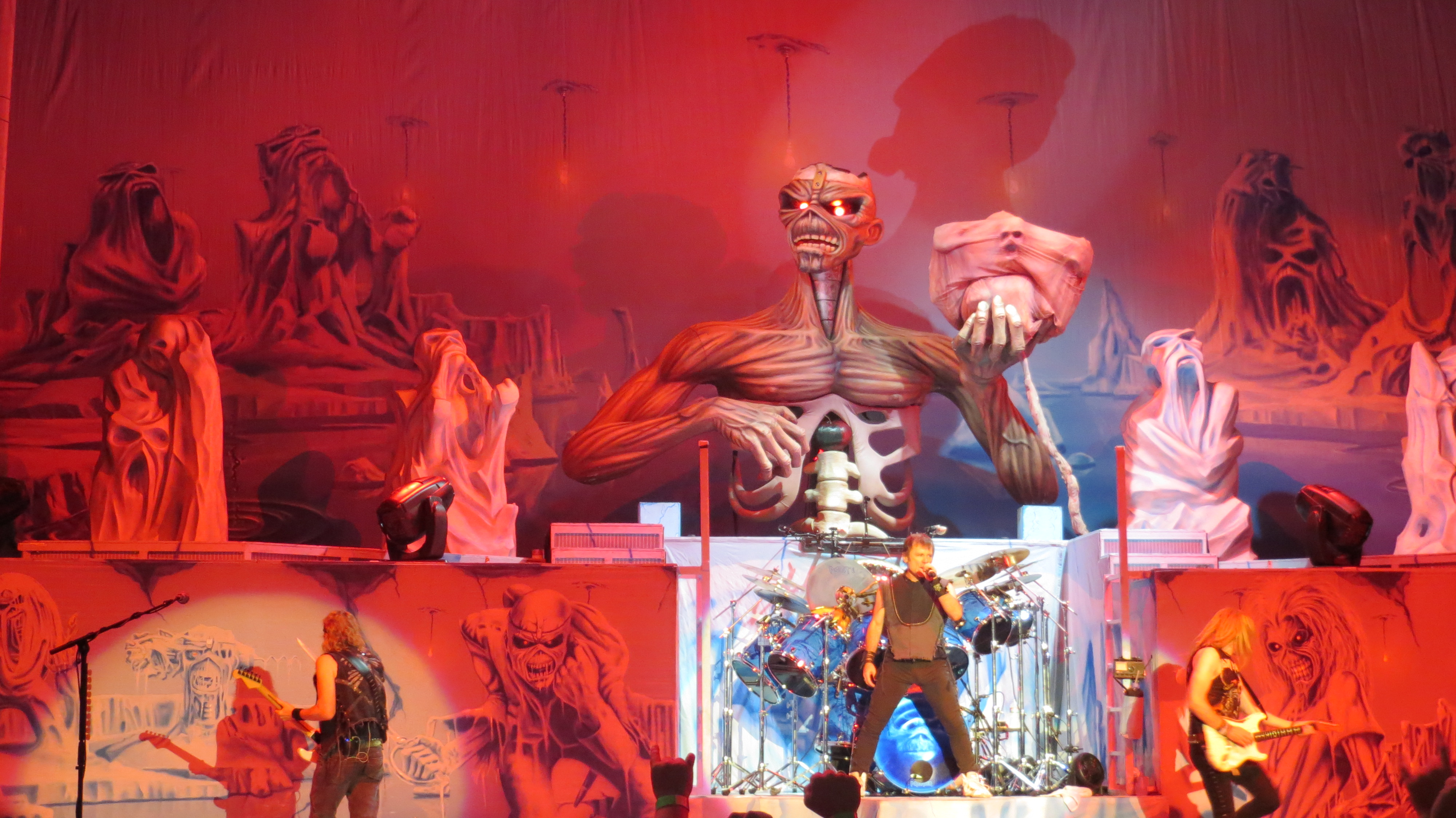
Optreden in Greenwood Village (Denver), Colorado. Onderdeel van de eerste serie optredens in 2012 in Noord-Amerika

De Maiden England World Tour is een concerttournee van Iron Maiden. De tournee begon op 21 juni 2012 in Charlotte, North Carolina (V.S.) en is grotendeels gebaseerd op de live-video met dezelfde naam die in 1989 uitkwam. Deze video werd opgenomen gedurende de 7th Tour of a 7th Tour tournee en markeert daarmee de periode uit de geschiedenis van de band die centraal staat in deze tournee.
De tournee werd aangekondigd op 15 februari 2012 en in het originele persbericht liet zanger Bruce Dickinson weten dat de band ongeveer twee derde van de originele video ten gehore zou brengen, tezamen met enkele andere "favorieten". De tournee begon met een reeks concerten in Noord-Amerika in 2012. Na afloop van deze reeks kondigde de band op 20 september 2012 op haar eigen website aan dat de tournee in 2013 in Europa vervolgd zou worden. Aansluitend op het Europese deel van de tournee volgt een minitournee door de Verenigde Staten en een optreden tijdens Rock in Rio in Rio de Janeiro.

## Tourdata

### 2012
| Datum            | Stad              | Land             | Locatie                             | Voorprogramma |
| Noord-Amerika    | Noord-Amerika     | Noord-Amerika    | Noord-Amerika                       | Noord-Amerika |
| ---------------- | ----------------- | ---------------- | ----------------------------------- | ------------- |
| 21 juni 2012     | Charlotte         | Verenigde Staten | Verizon Wireless Amphitheatre       |               |
| 23 juni 2012     | Atlanta           | Verenigde Staten | Aaron's Amphitheatre at Lakewood    |               |
| 26 juni 2012     | Mansfield         | Verenigde Staten | Comcast Center                      |               |
| 27 juni 2012     | Wantagh           | Verenigde Staten | Nikon at Jones Beach Theater        |               |
| 29 juni 2012     | Camden            | Verenigde Staten | Susquehanna Bank Center             |               |
| 30 juni 2012     | Bristow           | Verenigde Staten | Jiffy Lube Live                     |               |
| 2 juli 2012      | Newark            | Verenigde Staten | Prudential Center                   |               |
| 4 juli 2012      | Milwaukee         | Verenigde Staten | Marcus Amphitheater                 |               |
| 5 juli 2012      | Tinley Park       | Verenigde Staten | First Midwest Bank Amphitheatre     |               |
| 7 juli 2012      | Ottawa            | Canada           | RBC Royal Park                      |               |
| 8 juli 2012      | Quebec            | Canada           | Colisée Pepsi                       |               |
| 11 juli 2012     | Montreal          | Canada           | Bell Centre                         |               |
| 13 juli 2012     | Toronto           | Canada           | Molson Canadian Amphitheatre        |               |
| 14 juli 2012     | Sarnia            | Canada           | Centennial Park                     |               |
| 16 juli 2012     | Corfu             | Verenigde Staten | Darien Lake Performing Arts Center  |               |
| 18 juli 2012     | Clarkston         | Verenigde Staten | DTE Energy Music Theatre            |               |
| 19 juli 2012     | Noblesville       | Verenigde Staten | Klipsch Music Center                |               |
| 21 juli 2012     | Cadott            | Verenigde Staten | Cadott Festival Grounds             |               |
| 24 juli 2012     | Winnipeg          | Canada           | MTS Centre                          |               |
| 26 juli 2012     | Calgary           | Canada           | Scotiabank Saddledome               |               |
| 27 juli 2012     | Edmonton          | Canada           | Rexall Place                        |               |
| 29 juli 2012     | Vancouver         | Canada           | Pacific Coliseum                    |               |
| 31 juli 2012     | Auburn            | Verenigde Staten | White River Amphitheatre            |               |
| 1 augustus 2012  | West Valley City  | Verenigde Staten | USANA Amphitheatre                  |               |
| 3 augustus 2012  | Mountain View     | Verenigde Staten | Shoreline Amphitheatre              |               |
| 4 augustus 2012  | Wheatland         | Verenigde Staten | Sleep Train Amphitheatre            |               |
| 6 augustus 2012  | Phoenix           | Verenigde Staten | Ashley Furniture HomeStore Pavilion |               |
| 9 augustus 2012  | Irvine            | Verenigde Staten | Verizon Wireless Amphitheatre       |               |
| 10 augustus 2012 | Irvine            | Verenigde Staten | Verizon Wireless Amphitheatre       |               |
| 12 augustus 2012 | Albuquerque       | Verenigde Staten | Hard Rock Pavilion                  |               |
| 13 augustus 2012 | Greenwood Village | Verenigde Staten | Comfort Dental Amphitheatre         |               |
| 15 augustus 2012 | San Antonio       | Verenigde Staten | AT&T Center                         |               |
| 17 augustus 2012 | Dallas            | Verenigde Staten | Gexa Energy Pavilion                |               |
| 18 augustus 2012 | The Woodlands     | Verenigde Staten | Cynthia Woods Mitchell Pavilion     |               |

### 2013
| Datum             | Stad              | Land                | Locatie                          | Voorprogramma                                     |
| Europa            | Europa            | Europa              | Europa                           | Europa                                            |
| ----------------- | ----------------- | ------------------- | -------------------------------- | ------------------------------------------------- |
| 27 mei 2013       | Bilbao            | Spanje              | Bilbao Exhibition Centre         | Voodoo Six                                        |
| 29 mei 2013       | Lissabon          | Portugal            | Atlantic Pavilion                | Voodoo Six                                        |
| 31 mei 2013       | Madrid            | Spanje              | Sonisphere                       |                                                   |
| 1 juni 2013       | Barcelona         | Spanje              | Sonisphere                       |                                                   |
| 5 juni 2013       | Parijs            | Frankrijk           | Palais Omnisports de Paris-Bercy | Voodoo Six                                        |
| 8 juni 2013       | Milaan            | Italië              | Sonisphere                       |                                                   |
| 9 juni 2013       | Amnéville         | Frankrijk           | Sonisphere                       |                                                   |
| 11 juni 2013      | Frankfurt am Main | Duitsland           | Festhalle Frankfurt              | Voodoo Six                                        |
| 12 juni 2013      | Frankfurt am Main | Duitsland           | Festhalle Frankfurt              | Voodoo Six                                        |
| 15 juni 2013      | Castle Donington  | Verenigd Koninkrijk | Donington Park                   |                                                   |
| 18 juni 2013      | Berlijn           | Duitsland           | O2 World Berlin                  | Voodoo Six                                        |
| 19 juni 2013      | Hamburg           | Duitsland           | O2 World Hamburg                 | Voodoo Six                                        |
| 21 juni 2013      | Graz              | Oostenrijk          | Seerock Festival                 |                                                   |
| 22 juni 2013      | Zürich            | Zwitserland         | Hallenstadion                    | Voodoo Six                                        |
| 25 juni 2013      | Amsterdam         | Nederland           | Ziggo Dome                       | Voodoo Six                                        |
| 27 juni 2013      | Piešťany          | Slowakije           | Topfest                          |                                                   |
| 29 juni 2013      | Singen-Aach       | Duitsland           | Open Air Arena                   | Sabaton en Voodoo Six                             |
| 30 juni 2013      | Dessel            | België              | Graspop                          |                                                   |
| 3 juli 2013       | Łódź              | Polen               | Atlas Arena                      | Voodoo Six                                        |
| 4 juli 2013       | Gdańsk            | Polen               | Ergo Arena                       | Voodoo Six                                        |
| 6 juli 2013       | Oberhausen        | Duitsland           | Open Air an der KöPi-Arena       | Sabaton, Ghost en Voodoo Six                      |
| 10 juli 2013      | Malmö             | Zweden              | Malmö Stadion                    | Sabaton, Ghost en Voodoo Six                      |
| 13 juli 2013      | Stockholm         | Zweden              | Friends Arena                    | Voodoo Six                                        |
| 16 juli 2013      | Sint-Petersburg   | Rusland             | Arena (Ice Palace)               | Sabaton                                           |
| 18 juli 2013      | Moskou            | Rusland             | Olimpyski Stadium                | Sabaton                                           |
| 20 juli 2013      | Helsinki          | Finland             | Olympiastadion                   | Bullet for My Valentine, Sabaton en Ghost         |
| 24 juli 2013      | Boekarest         | Roemenië            | Piața Constituției               | Anthrax en Voodoo Six                             |
| 26 juli 2013      | Istanboel         | Turkije             | BJK Inönüstadion                 | Anthrax en Voodoo Six                             |
| 29 juli 2013      | Praag             | Tsjechië            | Synot Tip Arena                  | Voodoo Strix                                      |
| 31 juli 2013      | Zagreb            | Kroatië             | Arena Zagreb                     | Anthrax en Voodoo Six                             |
| 3 augustus 2013   | Londen            | Verenigd Koninkrijk | The O2                           |                                                   |
| 4 augustus 2013   | Londen            | Verenigd Koninkrijk | The O2                           |                                                   |
| Noord-Amerika     |                   |                     |                                  |                                                   |
| 3 september 2013  | Raleigh           | Verenigde Staten    | Time Warner Cable Music Pavilion | Megadeth                                          |
| 5 september 2013  | Nashville         | Verenigde Staten    | Bridgestone Arena                | Megadeth                                          |
| 7 september 2013  | Kansas City       | Verenigde Staten    | Sprint Center                    | Megadeth                                          |
| 8 september 2013  | Saint Louis       | Verenigde Staten    | Verizon Wireless Amphitheatre    | Megadeth                                          |
| 10 september 2013 | Austin            | Verenigde Staten    | Austin 360 Amphitheater          | Megadeth                                          |
| 12 september 2013 | Las Vegas         | Verenigde Staten    | Mandalay Bay Events Center       | Megadeth                                          |
| 13 september 2013 | San Bernardino    | Verenigde Staten    | San Manuel Amphitheatre          | Megadeth, Anthrax, Testament, Overkill en Sabaton |
| 17 september 2013 | Mexico-Stad       | Mexico              | Foro Sol Stadium                 | Slayer en Ghost                                   |
| Zuid-Amerika      |                   |                     |                                  |                                                   |
| 20 september 2013 | São Paulo         | Brazilië            | Jockey Club                      | Slayer en Ghost                                   |
| 22 september 2013 | Rio de Janeiro    | Brazilië            | Rock in Rio                      |                                                   |
| 24 september 2013 | Curitiba          | Brazilië            | TBC                              |                                                   |
| 27 september 2013 | Buenos Aires      | Argentinië          | River Plate Stadium              | Slayer en Ghost                                   |
| 29 september 2013 | Asunción          | Paraguay            | Jockey Club                      | Slayer en Ghost                                   |
| 2 oktober 2013    | Santiago          | Chili               | Estadio Nacional                 | Slayer en Ghost                                   |

### 2014
| Datum           | Stad              | Land                | Locatie                   | Voorprogramma |
| Europa          | Europa            | Europa              | Europa                    | Europa        |
| --------------- | ----------------- | ------------------- | ------------------------- | ------------- |
| 31 mei 2014     | Nijmegen          | Nederland           | FortaRock                 |               |
| 1 juni 2014     | Bologna           | Italië              | Rock In Idro              |               |
| 5-9 juni 2014   | Adenau/Neurenberg | Duitsland           | Rock Am Ring/Rock im Park |               |
| 11 juni 2014    | Refshaleøen       | Denemarken          | Copenhell Festival        |               |
| 12-14 juni 2014 | Interlaken        | Zwitserland         | Greenfield Festival       |               |
| 13-15 juni 2014 | Nickelsdorf       | Oostenrijk          | Nova Rock Festival        |               |
| 20 juni 2014    | Clisson           | Frankrijk           | Hellfest                  |               |
| 26-28 juni 2014 | Norrköping        | Zweden              | Bravalla Festival         |               |
| 1 juli 2014     | Esch-sur-Alzette  | Luxemburg           | Rockhall                  |               |
| 3 juli 2014     | Arras             | Frankrijk           | Main Square Festival      |               |
| 4-6 juli 2014   | Knebworth         | Verenigd Koninkrijk | Sonisphere                |               |

## Setlist

### 2012 en 2013
- Moonchild
- Can I Play With Madness
- The Prisoner
- 2 Minutes To Midnight
- Afraid To Shoot Strangers
- The Trooper
- The Number Of The Beast
- Phantom Of The Opera
- Run To The Hills
- Wasted Years
- Seventh Son Of A Seventh Son
- The Clairvoyant
- Fear Of The Dark
- Iron Maiden

Bisnummers
- Aces High
- The Evil That Men Do
- Running Free

### 2014
- Moonchild
- Can I Play With Madness
- The Prisoner
- 2 Minutes To Midnight
- Revelations
- The Trooper
- The Number Of The Beast
- Phantom Of The Opera
- Run To The Hills
- Wasted Years
- Seventh Son Of A Seventh Son
- Wrathchild
- Fear Of The Dark
- Iron Maiden

Bisnummers
- Aces High
- The Evil That Men Do
- Sanctuary